# Hans Grimm (Komponist)

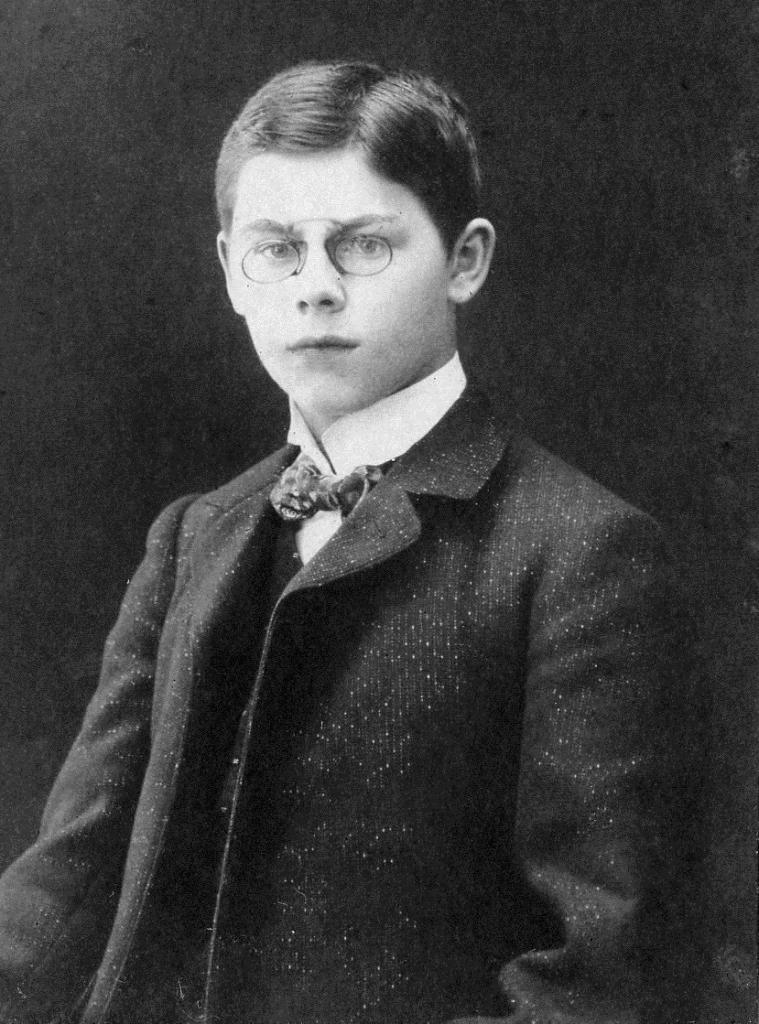
Der Jurist und Komponist Hans Grimm um 1904

Hans Grimm (* 7. Januar 1886 in Weißenbrunn (Leinburg) bei Nürnberg; † 30. Juni 1965 in München) war ein deutscher Komponist.

## Leben und Wirken
Grimm studierte Rechtswissenschaft in Erlangen, trat im Wintersemester 1904/05 in die AMV Fridericiana Erlangen ein, wurde zum Dr. jur. promoviert und arbeitete als Rechtsanwalt. Danach studierte er Komposition bei Anton Beer-Walbrunn an der Akademie der Tonkunst in München und ließ sich in dieser Stadt als freischaffender Komponist nieder.
In den 1930er Jahren wandte er sich mehrmals an führende Nationalsozialisten, u. a. an Joseph Goebbels um finanzielle Unterstützung und Aufträge. 1937 übernahm die „Stadt der Reichsparteitage“ Nürnberg eine mit 4000 RM jährlich dotierte Patenschaft für Grimm, die ihn verpflichtete, seine nächste Oper den Städtischen Bühnen anzubieten. Nach 1945 lebte Hans Grimm in München.

## Werke
- Der Zaubergeiger: Märchenpantomime in einem Aufzug (2 Bilder) nach einer Idee aus Gebr. Grimms Märchenschatz; Partitur: München: Zierfuß 1921; Klavierauszug vom Komponisten: München: Zierfuss 1921
- Walzer Weisen: aus Hans Grimm's Märchen Pantomime Der Zaubergeiger; für Klavier solo bearbeitet von Karl Fürmann; München: Zierfuss 1921. (Das Werk wurde zwischen 1933 und 1939 an über dreißig Bühnen aufgeführt.)
- Germelshausen (Das versunkene Dorf): phantastische Oper in 3 Akten; Dichtung nach Friedrich Gerstäckers gleichnamiger Novelle von Ludwig Göhring; vollständiger Klavierauszug mit Gesang vom Komponisten: München: Zierfuss 1922. (Uraufführung 1923 in Augsburg)
- Spitzweg-Märchen: phantastisches Spiel in 3 Bildern; Text von Ernst Hohenstatter; vollständiger Klavierauszug vom Komponisten (mit Text): München: Zierfuss 1923
- Nikodemus: Oper in drei Akten; Text von Georg Schaumberg; Klavierauszug vom Komponisten (mit Text): München: Hieber 1926; Partitur: München: Hieber 1929
- Der Tag im Licht: Phantastische Oper in einem Aufzug (Vorspiel, 4 Bilder, Nachspiel); Text von Ludwig Goehring; Klavierauszug vom Komponisten (mit Text): Leipzig: Brockhaus 1930, (Uraufführung am 18. Mai 1941 in Erfurt)
- Blondin im Glück: heiteres Rokoko für Musik in drei Aufzügen, Oper in drei Akten nach Heinrich Zschokke; Textbuch: Magdeburg: Heinrichshofen 1934; Partitur: Magdeburg: Heinrichshofen 1934. (Uraufführung am 6. Oktober 1934 in Hannover)
- Die Weise von Liebe und Tod des Cornett Christoph Rilke: symphonische Dichtung nach Worten von Rainer Maria Rilke; Magdeburg: Heinrichshofen 1938 (Uraufführung 1942 in Danzig)
- Signor Formica: heitere Oper in drei Akten; Partitur: Berlin: Zentralverlag der NSDAP 1942 (Uraufführung am 20. Juni 1943 in Nürnberg)
- Der goldne Becher: Oper in einem Vorspiel und 4 Akten (nach einer Alt-Nürnberger Geschichte); Klavierauszug: München: Selbstverlag 1993 (Uraufführung am 24. Oktober 1939 in Nürnberg)